# Pterodroma nigripennis

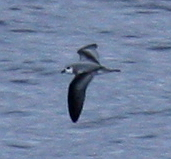
Imagen tomada desde el Ferry de Savusavu a Taveuni, Vanua Levu, Islas Fiji

El petrel alinegro (Pterodroma nigripennis) es una especie de ave marina de la familia Procellariidae. También es conocido como fardela de alas negras y petrel ala negra.

## Hábitat y distribución
Puede encontrarse en Francia, la Polinesia francesa, Japón, Nueva Caledonia, Nueva Zelanda, Islas Norfolk y los Estados Unidos. Se estiman que existen entre ocho y diez millones de estas aves sospechándose una tendencia a la baja debido a la depredación por parte de especies invasoras.